# Fjerritslev
Fjerritslev är en tätort i Jammerbugts kommun i Region Nordjylland i Danmark. Tätorten har 3 360 invånare (2024). Den ligger på ön Vendsyssel-Thy, norr om Limfjorden mellan Ålborg och Thisted. Fjerritslev var centralort i Fjerritslevs kommun fram till kommunreformen 2007.
Fjerritslev är ett lokalt centrum i ett glesbefolkat område som på flera platser präglas av sandflykt. I den gamla Bryggergård finns Fjerritslev Bryggerimuseum och Han Herreds Egnsmuseum. Ut mot Skagerrak, norr om orten, ligger flera sommarstugeområden. Det stora och skyddade våtmarksområdet Vejlerne i sydväst är en av Danmarks främsta fågellokaler.